# آناییز نین
آناییز نین (انگلیسی: Angela Anaïs Juana Antolina Rosa Edelmira Nin y Culmell؛ زاده ۲۱ فوریهٔ ۱۹۰۳ – درگذشته ۱۴ ژانویهٔ ۱۹۷۷) یک مؤلف اهل ایالات متحده آمریکا بود.

## زندگی‌نامه
وی در روز ۲۱ فوریهٔ ۱۹۰۳ در نوی-سور-سن در نزدیکی پاریس به دنیا آمد. پدرش خواکین نین نوازنده و آهنگسازی کوبایی بود، و مادرش زنی فرانسوی-دانمارکی و آوازه‌خوانی کلاسیک بود. آناییز در ۳ مارس ۱۹۲۳ با هیو پارکر گئیلر (Hugh Parker Guiler) در هاوانا ازدواج کرد، گئیلر کارمند بانک و هنرمند بود و در اواخر دههٔ ۱۹۵۰ میلادی با فیلم‌های تجربی‌اش با نام هنری یان هوگو شهرتی به هم زد. در سال ۱۹۲۴ هوگ و آناییز به پاریس رفتند و در آن‌جا هیو به کار بانکی‌اش ادامه داد و آناییز به نویسندگی پرداخت. اولین کتاب نین، «دی.اچ. لارنس: مطالعه‌ای غیرحرفه‌ای» (D. H. Lawrence: An Unprofessional Study)، به سال ۱۹۳۲ در پاریس منتشر شد. در دههٔ ۱۹۳۰ مدتی با اتو رانک، شاگرد مشهور زیگموند فروید، در ارتباط بود و مدتی کوتاه نیز بیمار کارل گوستاو یونگ بود.
وی در ۱۴ ژانویه ۱۹۷۷ در سن ۷۳ سالگی بر اثر ابتلا به سرطان دهانه رحم درگذشت.